# Scooby Doo i najeźdźcy z kosmosu
Scooby Doo i najeźdźcy z Kosmosu (ang. Scooby-Doo and the Alien Invaders) – 8. film animowany i 3. animowany pełnometrażowy z serii Scooby Doo, powstały w roku 2000.
Premiera filmu w Polsce na antenie Cartoon Network odbyła się w sobotę, 26 marca 2005 roku w Kinie Cartoon Network. Film był również wyświetlany na kanale TV Puls w sobotę 6 marca 2010 roku.

## Fabuła
Scooby i przyjaciele muszą złapać kosmitów. Tymczasem Kudłaty i Scooby zakochują się.

## Obsada
- Scott Innes –
  - Scooby-Doo,
  - Kudłaty Rogers
- Frank Welker – Fred Jones
- Mary Kay Bergman – Daphne Blake
- B.J. Ward – Velma Dinkley
- Jeff Bennett – Lester
- Candi Milo – Crystal
- Mark Hamill – Steve
- Audrey Wasilewski – Laura
- Kevin Michael Richardson – Max
- Jennifer Hale – Dottie
- Neil Ross – Sergio

## Wersja polska
Wersja polska: Master Film

Reżyseria: Ilona Kuśmierska

Dialogi: Dorota Filipek-Załęska

Dźwięk: Małgorzata Gil

Montaż: Paweł Siwiec

Kierownictwo produkcji: Dorota Suske

Udział wzięli:
- Ryszard Olesiński – Scooby
- Jacek Bończyk – Kudłaty
- Jacek Kopczyński – Fred
- Agata Gawrońska – Velma
- Beata Jankowska-Tzimas – Daphne
- Monika Kwiatkowska – Crystal
- Mirosław Wieprzewski – Lester
- Tomasz Marzecki – Sergio
- Marcin Troński – Max
- Łukasz Lewandowski – Steve
- Zbigniew Konopka – Strażnik MP
- Paweł Szczesny – Kosmita / Strażnik MP
- Janusz Wituch

Tekst piosenki: Andrzej Brzeski

Opracowanie muzyczne: Eugeniusz Majchrzak

Piosenkę śpiewali: Jacek Bończyk oraz Krzysztof Pietrzak, Adam Krylik i Piotr Gogol

## Informacje dodatkowe
- Film dedykowany pamięci Mary Kay Bergman, która cierpiała na depresję i 11 listopada 1999 r. popełniła samobójstwo.